# Ventrikelhypertrofie
Ventrikelhypertrofie is de verdikking van de wand van de hartkamers.
Verdikking van de wand van de linkerkamer komt het meeste voor, maar ook verdikking van de wand van de rechterkamer of van beide kamers komt voor.

## Oorzaken
De kamers van het hart pompen het bloed het hart uit, hetzij naar de longen (rechterkamer), hetzij via de aorta naar de rest van het lichaam (linker kamer).
Het hart is een spier die zich aanpast aan belasting. Ventrikelhypertrofie kan ook ontstaan als gevolg van sporten en zwangerschap. 
Ventrikelhypertrofie kan echter ook ontstaan als gevolg van te zware belasting van het hart door hypertensie (hoge bloeddruk, klepafwijkingen, hartinfarct en andere ziekten.

## Diagnose
De diagnose kan vermoed worden met lichamelijk onderzoek.
Op het elektrocardiogram (hartfilmpje) is ventrikelhypertrofie te herkennen doordat de elektrische impuls een andere weg moet nemen door de verdikte hartspier, die bovendien een verhoogd voltage afgeeft.
Met echocardiografie kan men de diagnose zeker stellen door de dikte van de wand van de hartkamer te meten.